# Frederic III de Sicília
|  | No s'ha de confondre amb Frederic II de Sicília. |

Frederic III de Sicília, anomenat el Simple o el Senzill (Catània, 1341 - Messina, 27 de juliol de 1377), fou rei de Sicília i duc d'Atenes i Neopàtria (1355-1377). Sovint es confon Frederic el Simple amb Frederic II de Sicília, qui trià anomenar-se a si mateix com a Frederic III perquè era el tercer fill d'un altre rei, Pere el Gran, encara que realment fins aleshores era el segon rei Frederic a ocupar el tron sicilià. Succeí al seu germà Lluís I de Sicília al tron del Regne de Sicília. Els inicis del regnat de Frederic el Senzill estan plens de guerres repetitives contra el Regne de Nàpols. Així, gràcies a la resistència i fidelitat a la corona siciliana de la facció catalana, el regne conservà la seva independència, malgrat les ofensives angevines que el 1353 es van apoderar de Milazzo, Palerm, Siracusa i Marsala. El 1372 pogué acordar els termes d'una pau amb el Regne de Nàpols i la Santa Seu mitjançant el Tractat d'Avinyó, en què aconseguí ser reconegut com a rei tributari de Trinàcria, amb dependència feudal del Regne de Nàpols.

## Família

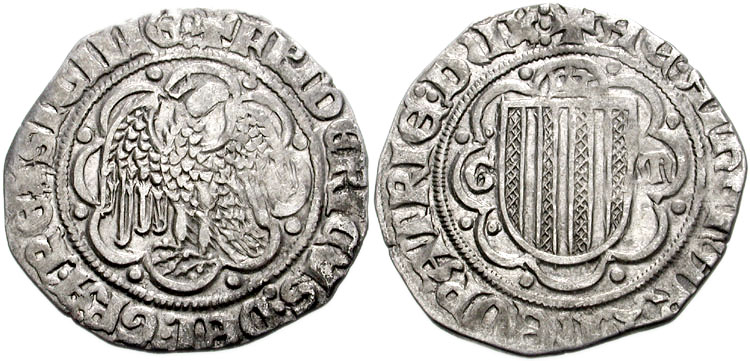
Ral de 1360, de Frederic IV anomenat el Senzill, 1355-1377.

Era el segon fill de Pere II de Sicília i Elisabet de Caríntia.
L'11 d'abril de 1361 es casà amb Constança d'Aragó, filla de Pere III el Cerimoniós, amb qui tingué una filla:
- infanta Maria de Sicília (1362-1401), reina de Sicília (1371-1401), casada el 1392 amb l'infant Martí el Jove.